# Plurk
Plurk(/ˈplɜːrk/)은 무료 소셜 네트워킹 및 마이크로 블로깅 서비스이다. 사용자가 짧은 메시지 또는 링크를 통해 업데이트(plurks)를 보낼 수 있으며 최대 360자의 텍스트 문자 길이(2016년 기준)이다.
그런 다음 업데이트는 시간순으로 수신된 모든 업데이트를 나열하고 업데이트를 수신하도록 선택한 다른 사용자에게 전달되는 타임라인을 사용하여 사용자의 홈페이지에 표시된다. 타임라인의 고유한 기능은 다른 인기 있는 소셜 네트워킹이나 트위터 또는 페이스북과 같은 마이크로 블로깅 웹사이트와 달리 수평 스크롤링으로, 사용자는 이전 게시물이 오른쪽에 있는 화면에서 수평으로 실행되는 더 많은 게시물을 볼 수 있다. 각 스레드는 타임라인 프레임 아래에 타임스탬프와 응답 수에 대한 카운터를 표시한다. 스레드는 최대 300~1,000개의 응답을 가질 수 있다. 사용자는 Plurk.com 웹사이트, 비공개 또는 인스턴트 메시징 또는 호환 가능한 타사 애플리케이션을 통한 문자 메시지를 통해 자신의 타임라인에서 다른 사용자의 업데이트에 응답할 수 있다.